# Solesino

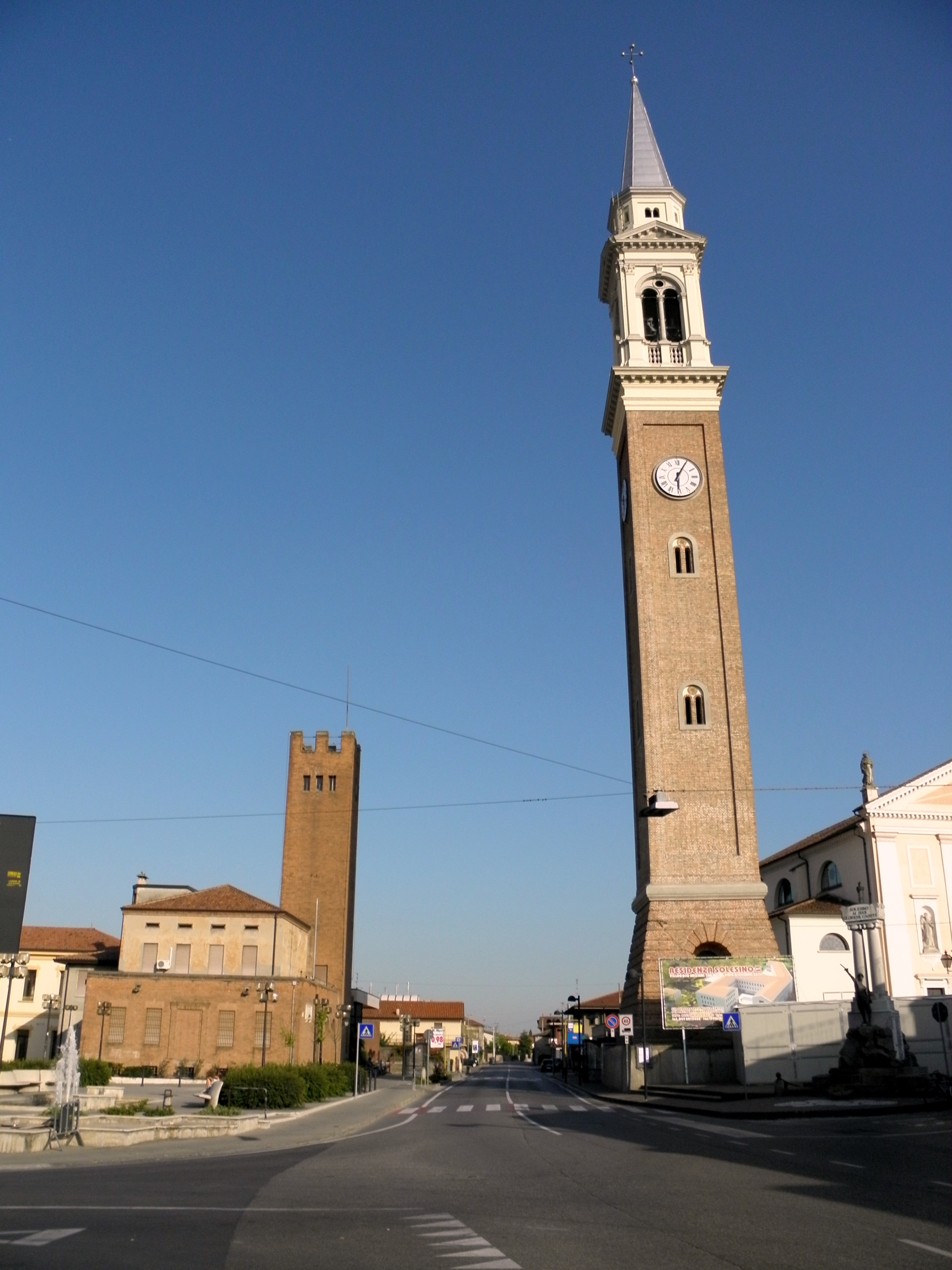
Campanile von Solesino

Solesino ist eine norditalienische Gemeinde (comune) mit 6733 Einwohnern (Stand 31. Dezember 2023) in der Provinz Padua in Venetien. Die Gemeinde liegt etwa 27 Kilometer südwestlich von Padua und etwa 11 Kilometer nordnordwestlich von Rovigo am Rand der Polesine. Südlich der Gemeinde fließt der Etsch.

## Verkehr
Solesino liegt an der Strada Statale 16 Adriatica und an der Autostrada A13 von Padua nach Bologna. 

## Gemeindepartnerschaft
Solesino unterhält eine Partnerschaft mit der tschechischen Stadt Jirkov.